# Diane Dubois
Diane Dubois (pseudonyme de Denise Lascène) est une actrice pornographique française née en 1939 qui a joué dans une soixantaine de films entre 1973 et 1982, certains réalisés par des maîtres du genre. À partir de 1977 elle en a aussi produit une dizaine. Sur certains, elle a assisté les réalisateurs Francis Leroi et Michel Ricaud.

## Biographie
Diane Dubois est originaire du Limousin.
Elle joue notamment dans Les Petites filles (1978) de Francis Leroi, Cette salope d'Amanda (1978), Désirs sous les tropiques (1979), Nuits très chaudes aux Caraïbes (1979), L'Infirmière n'a pas de culotte (1980) et La Pension des fesses nues (1980) du même cinéaste, Tout pour jouir (1978) de Gérard Kikoïne, Hyperpénétrations (1978), Remplissez-moi... les 3 trous (1978) et Gamines en chaleur (1979) de Jean Rollin, Disco Sex (1978) de Jean Rollin et Jean-Pierre Bouyxou, Baise-moi partout (1978) et Grimpe-moi dessus... et fais-moi mal (1978) de José Bénazéraf, Prends-moi de force (1978) de Jean-Marie Pallardy, Sophie aime les sucettes (1978) d'Alain Payet et French Satisfaction (1982) de Michel Caputo. Elle joue aussi de nombreuses fois pour Michel Ricaud.
En 1978, elle est la partenaire de John Holmes dans Johnny Does Paris (sorti en 1981, puis en VHS sous le titre All American Stud), une des productions américaines tournées en France et scénarisées par l'écrivain Stéphane Bourgoin.
À la fin de sa carrière d'actrice, Diane Dubois ouvre un club libertin fréquenté par diverses vedettes de la télévision, des arts et du spectacle (dont Gérard Depardieu et Michel Blanc, selon Rocco Siffredi), au 106, de la rue Saint-Honoré à Paris qui, en 1987, déménage dans le quatrième arrondissement. Elle abandonne la direction du Club 41 en 2009, mais continue à s'y rendre régulièrement. La patronne était connue sous son véritable prénom, Denise. C'est sous son vrai prénom qu'elle réapparaît en 2016 dans Sexodrone, une production de Canal+.
En 1997, Denise Lascène publie Ma boîte à fantasmes : la reine des nuits parisiennes révèle... aux éditions Filipacchi. Elle y dévoile notamment les manies préférées de ses clients.
Dans Vitriol Menthe paru en 2005, l'animateur de télévision Patrick Sébastien raconte de façon romancée les souvenirs de son amie Denise Lascène.
Selon Brigitte Lahaie, cette grande dame à l’allure de mannequin ne s'est jamais engagée de sa vie dans une histoire d'amour. Tout ce qui intéresse Denise Lascène, « reine de la nuit parisienne », c'est le désir de l'instant et le plaisir physique.

## Filmographie

### Cinéma
- 1978 : Le sexe qui jouit
- 1978 : Stéphanie recto-verso
- 1978 : Cuisses en délire
- 1978 : Bouches expertes : Denise
- 1978 : Veuves en chaleur : Une veuve
- 1978 : Le feu à la minette : La bourgeoise
- 1978 : La mouillette
- 1978 : Triple P... : La vétérinaire
- 1978 : Jouir! : Murielle
- 1978 : Partouzes franco-suédoises : Madame
- 1978 : Ma femme est une partouzeuse : Julien
- 1978 : Baisez-moi : Megyn
- 1978 : Prends-moi de force : Denise
- 1978 : La vitrine du plaisir
- 1978 : Tout pour jouir
- 1978 : Grimpe-moi dessus... et fait mal : Une assistante
- 1978 : Cette salope d'Amanda : Victorine
- 1978 : Pénétrations multiples : Nicole
- 1978 : Les Petites Filles : La secrétaire
- 1978 : Sophie aime les sucettes
- 1978 : Disco Sex
- 1978 : Perversions très intimes
- 1978 : Miss Partouze
- 1978 : Remplissez-moi...les trois trous
- 1978 : Les lèvres gloutonnes
- 1978 : La grande enfilade
- 1978 : Hyperpénétrations
- 1979 : Gamines expertes
- 1979 : Bacanal en directo
- 1980 : Les Bonnes Suceuses
- 1980 : L'infirmière n'a pas de culotte
- 1981 : Deux gamines
- 1981 : Je fais où on me dit
- 1981 : Garce de brune, salope de blonde
- 1982 : Fiche mâle cherche prise femelle
- 1982 : Parfum d'une petite culotte : Une invitée
- 1983 : French Satisfaction : Madame Lefevre
- 1984 : À pleins sexes : La juge
- 2016 : Sexodrome : Denise